# Jock Dodds
Ephraim „Jock“ Dodds (* 7. September 1915 in Grangemouth; † 23. Februar 2007 in Blackpool) war ein schottischer Fußballspieler.

## Werdegang
Dodds wuchs als Halbwaise in Schottland auf und zog mit seiner Mutter im Alter von zwölf ins englische Durham, als diese erneut heiratete. In der örtlichen Schulmannschaft fiel er den Verantwortlichen von Huddersfield Town auf und wechselte 1932 im Alter von 16 Jahren zum damals im englischen Fußball zu den führenden Klubs zählenden Verein. Nachdem der Stürmer jedoch nicht über die Reservemannschaft hinauskam, schloss er sich 1934 dem Zweitligisten Sheffield United in der Second Division an. In der Zweitligasaison 1935/36 wurde er gleichauf mit Bobby Finan vom FC Blackpool mit 33 Saisontoren Torschützenkönig. Mit dem Klub erreichte er im parallelen FA Cup 1935/36 das Endspiel, das Ted Drake mit einem 1:0-Erfolg zugunsten des FC Arsenal entschied.
Im März 1939 wechselte Dodds in die First Division zum FC Blackpool. Aufgrund des wegen des Zweiten Weltkriegs ausgesetzten Spielbetriebs in der englischen Meisterschaft kam er nur am Ende der Spielzeit 1938/39 zu Erstligaspielen für den Klub, rettete die Mannschaft aber mit zehn Toren in zwölf Spielen vor dem Abstieg. Im Football League War Cup holte er mit dem Klub jedoch einen Titel, als 1943 das Endspiel gegen den FC Arsenal gewonnen wurde. Für die schottische Nationalmannschaft bestritt er während des Krieges inoffizielle Länderspiele, daneben war er als Gastspieler für verschiedene Mannschaften aktiv. Nachdem er sich mit den Verantwortlichen des FC Blackpool vor Wiederaufnahme des Spielbetriebs überworfen hatte, lief er im Sommer 1946 für die Shamrock Rovers auf. Im November des Jahres wechselte er zum FC Everton, wo er als Nachfolger von Dixie Dean und Tommy Lawton die Mittelstürmerposition besetzten sollte. Ab 1948 spielte er für den in die zweite Liga aufgestiegenen Klub Lincoln City, bei dem er 1950 seine aktive Laufbahn beendete.